# وودرو ويلسون مان
وودرو ويلسون مان (بالإنجليزية: Woodrow Wilson Mann) هو سياسي أمريكي، ولد في 13 نوفمبر 1916 في ليتل روك في الولايات المتحدة، وتوفي في 6 أغسطس 2002 في هيوستن في الولايات المتحدة. حزبياً، نشط في الحزب الديمقراطي.